# Jessie (televíziós sorozat)
A Jessie 2011-től 2015-ig sugárzott amerikai televíziós vígjáték, amelyet Pamela Eells O'Connell alkotott. A főbb szerepekben Debby Ryan, Peyton Roi List, Cameron Boyce, Karan Brar, Skai Jackson és Kevin Chamberlin látható.
Amerikában 2011. szeptember 30-án mutatta be a Disney Channel. Magyarországon pedig 2011. december 31-én mutatta be a Disney Channel.

## Ismertető
A történet egy lányról szól, aki úgy dönt, hogy munkát keres New Yorkban. A munkát megtalálja, de később kiderül, hogy a választása hiba volt. Ugyanis négy gyerek dadája lesz egy gazdag családnál. Az egyik gyereknek képzeletbeli barátja van, míg a másiknak egy varánusza. Szerepel még Bertram, a lusta főkomornyik aki csak akkor dolgozik ha Emma apja otthon van,és Tony, a portás,aki beleszeret Jessie-be.
Jessie végül megszereti munkáját.

## Szereplők
| Szereplő             | Színész          | Magyar hang               | Leírás |
| -------------------- | ---------------- | ------------------------- | --- |
| Jessie Prescott      | Debby Ryan       | Bogdányi Titanilla        | A 18 éves, texasi lány, akiből hirtelen egy nagyvárosi dada lesz. Jessie egy katonai bázison élt, mivel apja ott szolgált. Darla és Caleb féltestvére, Tony barátnője. Brooks menyasszonya volt, de az esküvőjük napján Jessie rájön, hogy nem áll készen a házasságra, és szakít vele. Jessie New Yorkban marad és Brooks elmegy Afrikába. |
| Emma Evangeline Ross | Peyton Roi List  | Talmács Márta (1. évad)   | A 13 éves lány, egyetlen vér szerinti gyermek álma, hogy megváltsa a világot. Követi a divatot, és tanácsokat is ad a Leopárdbőr magazinban olvasottak alapján. Luke, Ravi és Zuri testvére, Morgan és Christina lánya, Rossi legjobb barátnője.                                                                                            |
| Emma Evangeline Ross | Peyton Roi List  | Gulás Fanni (2. évad)     | A 13 éves lány, egyetlen vér szerinti gyermek álma, hogy megváltsa a világot. Követi a divatot, és tanácsokat is ad a Leopárdbőr magazinban olvasottak alapján. Luke, Ravi és Zuri testvére, Morgan és Christina lánya, Rossi legjobb barátnője.                                                                                            |
| Emma Evangeline Ross | Peyton Roi List  | Pekár Adrienn (3-4. évad) | A 13 éves lány, egyetlen vér szerinti gyermek álma, hogy megváltsa a világot. Követi a divatot, és tanácsokat is ad a Leopárdbőr magazinban olvasottak alapján. Luke, Ravi és Zuri testvére, Morgan és Christina lánya, Rossi legjobb barátnője.                                                                                            |
| Luke Ross            | Cameron Boyce    | Kilin Bertalan            | A 12 éves, Detroitból fogadott fiú, aki azt hiszi, hogy a Krypton bolygóról érkezett, mint Superman. Mindig galibát okoz, és a videojátékok rabja. Szerelmes Jessie-be, Emma, Ravi és Zuri testvére. |
| Ravi K. Ross         | Karan Brar       | Straub Norbert            | A 10 éves fiú, Indiából fogadták örökbe, és nagyon izgatja az amerikai élet. Gyakran együtt van gyíkjával, Mrs. Kiplinggel. Emma, Luke és Zuri testvére. |
| Zuri Zanobia Ross    | Skai Jackson     | Koller Virág              | A 7 éves lány, akit Afrika egyik keleti országából fogadták örökbe, Ugandából. Nagyon kreatív és találékony. Szereti ha vele foglalkoznak, sokszor nyafog és makacskodik. Kedvenc barátja Milly, a képzeletbeli sellő. Emma, Luke és Ravi testvére.                                                                                         |
| Bertram Winkle       | Kevin Chamberlin | Bácskai János             | Inas a Ross család szolgálatában. Azt várja ,hogy a gyerekek gimnáziumba menjenek. |
| Tony Chiccolini      | Chris Galya      | Czető Roland (1-2. évad)  | A portás, aki Jessie barátja. Félénk így először nem meri kifejezni Jessie iránti érzéseit. |
| Tony Chiccolini      | Chris Galya      | Renácz Zoltán (3-4. évad) | A portás, aki Jessie barátja. Félénk így először nem meri kifejezni Jessie iránti érzéseit. |

## Epizódok
| Évad | Évad | Epizódok | Eredeti sugárzás     | Eredeti sugárzás     | Magyar sugárzás      | Magyar sugárzás    |
| Évad | Évad | Epizódok | Évadpremier          | Évadfinálé           | Évadpremier          | Évadfinálé         |
| ---- | ---- | -------- | -------------------- | -------------------- | -------------------- | ------------------ |
|      | 1    | 26       | 2011. szeptember 30. | 2012. szeptember 7.  | 2011. december 31.   | 2013. február 2.   |
|      | 2    | 29       | 2012. október 5.     | 2013. szeptember 13. | 2013. március 16.    | 2014. december 12. |
|      | 3    | 28       | 2013. október 5.     | 2014. november 28.   | 2014. február 22.    | 2015. május 2.     |
|      | 4    | 20       | 2015. január 9.      | 2015. október 16.    | 2015. szeptember 12. | 2016. június 19.   |